# Montceaux-l'Étoile
Montceaux-l'Étoile este o comună în departamentul Saône-et-Loire, Franța. În 2009 avea o populație de 255 de locuitori.

## Evoluția populației
| An        | 1975 | 1982 | 1990 | 1999 | 2006 | 2009 |
| --------- | ---- | ---- | ---- | ---- | ---- | ---- |
| Populație | 310  | 301  | 264  | 255  | 257  | 255  |